# Rovný
Rovný (německy Rowney) je malá vesnice, část obce Slavíkov v okrese Havlíčkův Brod. Nachází se asi 2 km na jihovýchod od Slavíkova. V roce 2009 zde bylo evidováno 45 adres. V roce 2001 zde trvale žilo 105 obyvatel.
Rovný je také název katastrálního území o rozloze 2,38 km2.